# Lest We Forget (film 1914 Elvey)
Lest We Forget è un cortometraggio muto del 1914 diretto da Maurice Elvey.
Il titolo del film si ispira a una frase - tratta da un poema di Rudyard Kipling - che venne usata numerose volte per altri film.

## Produzione
Il film fu prodotto dalla British & Colonial Kinematograph Company.

## Distribuzione
Distribuito dalla Davison Film Sales Agency (DFSA), il film - un cortometraggio di 357 metri - uscì nelle sale cinematografiche britanniche nel settembre 1914.